# Bergverein Tsingtau
Der Bergverein Tsingtau war ein Verein im deutschen Pachtgebiet Kiautschou sowie eine Sektion des Deutschen und Österreichischen Alpenvereins (DuOeAV).

## Geschichte

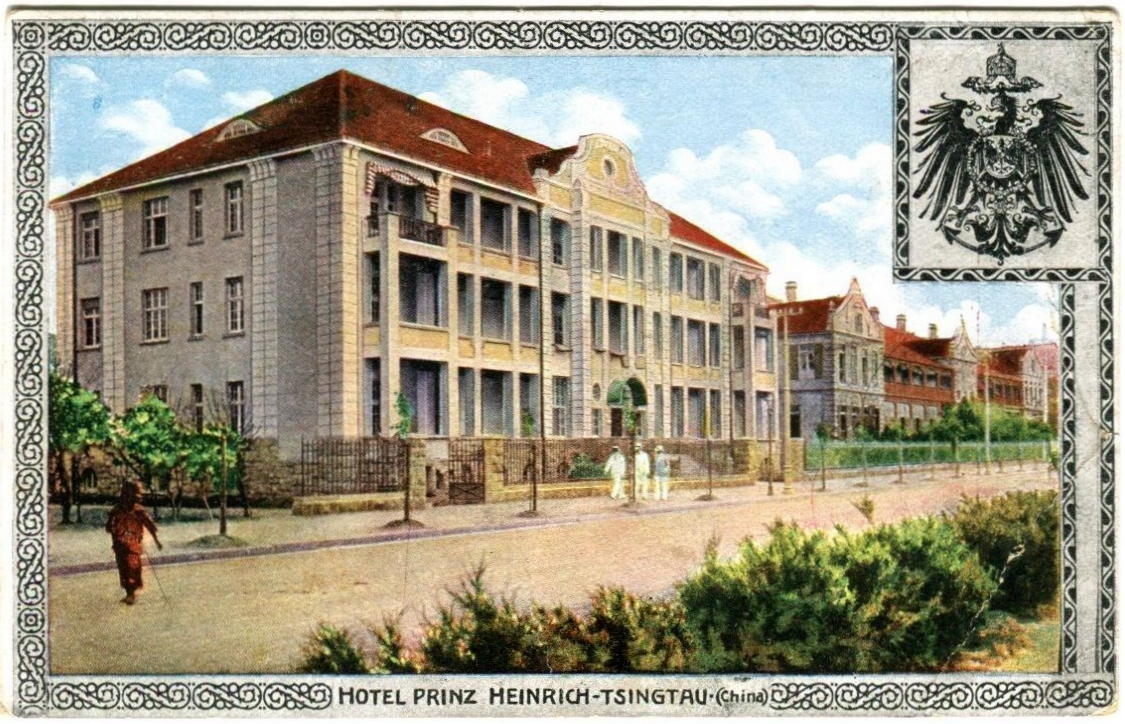
Das Vereinslokal: Hotel Prinz Heinrich in Tsingtau (1912).

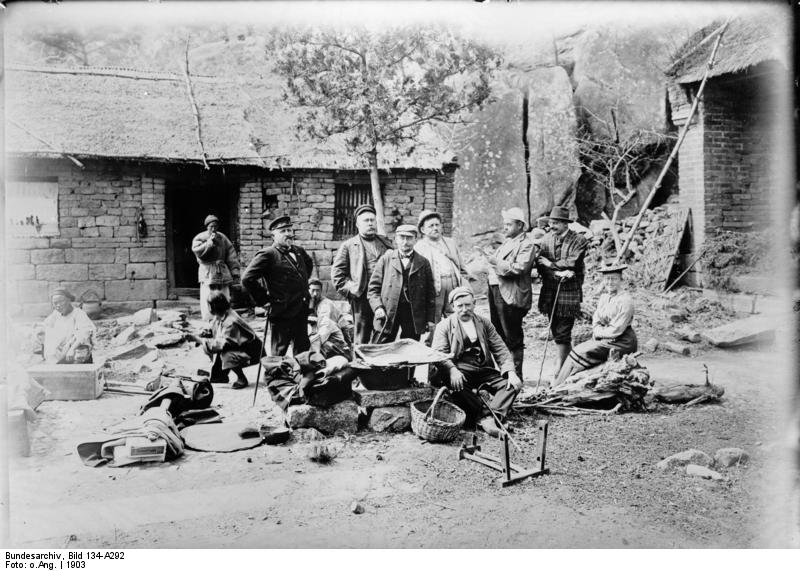
Aufstieg zur Einweihung der zweiten Irenebaude (1903).

Der Verein wurde im Frühjahr 1899 gegründet. Nach einigen Monaten trat er dem DuOeAV bei. Zu den 60 Gründungsmitgliedern des Vereins gehörten Irene von Hessen-Darmstadt und ihr Mann Prinz Heinrich, der Bruder des deutschen Kaisers. Prinz Heinrich befand sich als Seeoffizier in Ostasien und besuchte mehrmals Tsingtau. Im Gründungsjahr begleitete ihn seine Frau.
Der Vereinszweck bestand darin, die Erschließung des Lao-Shan-Gebirges für Bergwanderungen zu fördern. Zu den Vereinsaktivitäten zählten der Bau sowie die Markierung und Pflege von Bergwegen innerhalb bzw. am Rande des Pachtgebietes. Den Wegen wurden zuerst Farben und später Ziffern zugeordnet. Mit den Irenebauden besaß der Verein auch zwei Berghütten. Zudem mietete er weitere Rasthäuser und Unterkünfte in daoistischen Tempelanlagen. Im Erholungsheim Mecklenburghaus konnten die Mitglieder zu ermäßigten Preisen logieren.
Sowohl Europäer als auch Einheimische konnten dem Verein auf Lebenszeit beitreten. Das Vereinslokal befand sich im Hotel Prinz Heinrich in Tsingtau. Da in Tsingtau ein Marinestützpunkt lag, waren Offiziere und Verwaltungsbeamte stark vertreten, die aber aufgrund von Personalwechsel nicht alle im Pachtgebiet lebten. Die Mitgliederzahl stieg auf über 100 Personen an, ehe sich der Verein nach der Einnahme durch Japan kriegsbedingt auflöste. Laut einem Reiseführer aus den 1920er-Jahren waren die Markierungen und Wanderwege in der Zwischenkriegszeit bereits in schlechtem Zustand.